# Wándza Mihály
Somkuti és perecseni Wándza Mihály, névváltozatok: Váncza, Vándza, Wandza, Wántza (Perecsen, 1781. október 12. – Miskolc, 1849. április 6.) miskolci festő, rézmetsző, színész, rendező, színigazgató, műfordító.

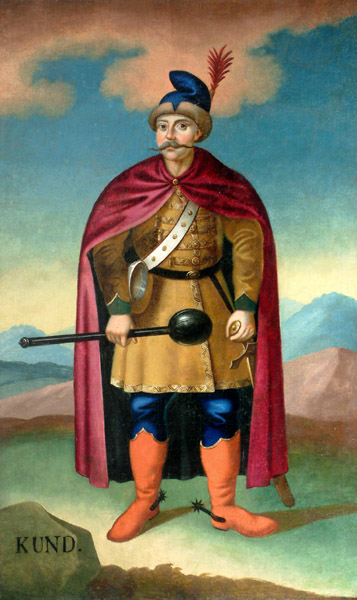
Wándzua Mihály festménye: Kund vezér

## Életútja
Wándza Mihály a mai Románia területén lévő Perecsenben (Szilágyperecsen) született, lelkész családban nevelkedett. A kolozsvári református kollégiumban tanult, majd – miután festőnek készült – Bécsben festészetet tanult a festőakadémián (az egri származású Hess János Mihálynál   (1768–1833) és a híres Függernél). Érdekelte a színház is, ezért tanult Emanuel Schikaneder (1751–1812) osztrák vígjátékíró és opera-librettista alatt is. 1810. május 19-én Kolozsváron színházat nyitott egy átalakított lovardában, amit özv. Wesselényi Miklósné ingyen adott át számára. A színházat 1812-ig igazgatta, majd vándorszínésznek állt, utána pedig Debrecenben, Nagyváradon és Aradon lett színi direktor. A díszleteket maga festette, az előadásokat maga rendezte. Színdarabokat írt (amelyek közül nem egy a népszínművek előfutárának tekinthető) és fordított, közülük a Zöld Marci című darab jelent meg nyomtatásban. A színházi szakma az első tudatos magyar rendezőnek tartja. Szerette a tömegjeleneteket, a látványosságokat, a balettet és a világítási hatásokat.
1820-ban Miskolcon telepedett le, ahol már főleg festészettel foglalkozott, de a színháztól nem tudott elszakadni, a miskolci és a kassai színház számára festett díszleteket, még az 1830-as években is. Festményei közül alig maradt fenn néhány, a többi csak leírásokból ismert. Az arcképeken és a csendéleteken kívül nagyméretű tablókat festett (Ferenc császár koronázása, Zrínyi Miklós szigetvári kirohanása, Mátyás király és Beatrix hercegnő találkozása, Mária és Zsigmond herceg eljegyzése). Alkotásaiból 1828-ban Pesten kiállítást rendezett. A Magyar Nemzeti Galériában őrzik Kazinczy-allegória  (1830 körül) című táblaképét, a miskolci Herman Ottó Múzeumban Kund vezért ábrázoló, két méter magas műve látható, amely eredetileg a Megyeháza nagyterme számára készült. Ismert még 1831-ből Homrogd görögkatolikus temploma számára festett ikonosztáza is.
Wándza Mihály egész dinasztiát alapított a városban, volt a családban prédikátor, festő, fotóművész, mások a sajtóval vagy a matematika tudományával voltak kapcsolatban; unokája Váncza Emma fényképész. 1854-ben hunyt el, az avasi református temetőben helyezték végső nyugalomra.

## Színművei
- Móses, vagy az izrael népének Egyptomból lett kiszabadítása, uj bibliai historiai dráma 3 felvonásban (előadták Miskolcon 1818. márc. 14.)
- Zöld Marczi, vígjáték 3 felvonásban (Uo. 1830. febr. 28.)
- Orpheus és Eurydice, vagy a szerelem és álhatatlanság, vígjáték 2 felvonásban (zenéje Schmidt Jánostól)
- Don Fernando és Eugenda, udvari szomorújáték 5 felvonásban (Rozsnyón 1830. nov. 6., Miskolcon dez. 21.)
- Hunyady László halála, eredeti historiai szomorújáték 4 felvonásban (Kilényivel együtt; Rozsnyón 1830. nov. 27.)
- Álom vagy a pokolnak tett eskü betöltésére rendelt borzasztó éjfél, fényes díszítményű uj tünem. szomorújáték kardalokkal 3 felvonásban, muzsikáját szerzé Ellinger János. (Kassán 1837. ápr. 2.)